# The Paddingtons
The Paddingtons sind eine fünfköpfige Indie-Rock-Band, die 2002 in Hull, England, gegründet wurde. Sie sind bekannt für ihre energischen Konzerte und für eine treue Fananhängerschaft. Besonders favorisiert werden sie von dem Ex-Libertines- und Babyshambles-Frontmann Pete Doherty, weswegen sie auch im Vorprogramm seiner jetzigen Band spielten. Des Weiteren spielten sie unter anderem als Vorgruppe für die Dirty Pretty Things.
Ihr Debütalbum First Comes First wurde von Owen Morris, der auch an der Arbeit zum Debütalbum und dessen folgenden Album von Oasis beteiligt war, produziert.
Ihr zweites Album No Mundane Options wurde am 3. November 2008 veröffentlicht. Die erste Single Stand Down war als Download über iTunes schon am 4. August 2008 erhältlich.

## Diskografie

### Album
| Jahr | Titel             | Höchstplatzierung, Gesamtwochen, AuszeichnungChartsChartplatzierungen (Jahr, Titel, Platzierungen, Wochen, Auszeichnungen, Anmerkungen) | Anmerkungen |
| Jahr | Titel             | UK | Anmerkungen |
| ---- | ----------------- | --- | ----------- |
| 2005 | First Comes First | UK65 (1 Wo.)UK |             |

Weitere Veröffentlichungen
- 2008: No Mundane Options

### Kompilationen
- 2004: Bring Your Own Poison – The Rhythm Factory Sessions
- 2006: Back to the Bus: Compiled by the Paddingtons

### EPs
- 2010: The Lady Boy Tapes

### Singles
| Jahr | Titel Album                         | Höchstplatzierung, Gesamtwochen, AuszeichnungChartsChartplatzierungen (Jahr, Titel, Album, Platzierungen, Wochen, Auszeichnungen, Anmerkungen) | Anmerkungen |
| Jahr | Titel Album                         | UK | Anmerkungen |
| ---- | ----------------------------------- | --- | ----------- |
| 2004 | 21/ Some Old Girl First Comes First | UK47 (2 Wo.)UK |             |
| 2005 | Panic Attack First Comes First      | UK25 (2 Wo.)UK |             |
| 2005 | 50 to a Pound First Comes First     | UK32 (2 Wo.)UK |             |
| 2005 | Sorry First Comes First             | UK41 (2 Wo.)UK |             |

Weitere Veröffentlichungen
- 2008: Stand Down
- 2008: What’s the Point in Anything New